# Centurie
Een centuria was in het oude Rome een vermogens- of censusklasse en vormde ook de basis voor de indeling van de legioenen.
De klassering van burgers volgens hun vermogen in onroerend goed wordt traditioneel aan koning Servius Tullius toegeschreven, maar is wellicht jonger en dateert uit een periode dat de reorganisatie van het Romeinse leger dit noodzakelijk maakte. Door deze klassering in centuries werden de rechten én de plichten van de burgers immers afhankelijk gemaakt van hun bezit aan onroerend goed.
Pas tegen het einde van de 4e eeuw v.Chr. betrokken de censors bij het opstellen van de censusklassen ook het bezit van roerende goederen. Vooral met het oog op de rekrutering van soldaten was deze maatregel van het grootste belang.
Oorspronkelijk waren er 193 centuries (waarvan 98 voor de meest vermogenden, wat toen volstond voor een absolute meerderheid in de comitia centuriata).
In 241 v.Chr., toen het aantal stedelijke tribus tot 35 was opgelopen, vond een grondige hervorming plaats in het stelsel der centuries, zowel met het oog op het kiessysteem als op de samenstelling van het leger.
Elke regionale tribus werd verdeeld in vijf nieuwe censusklassen, waarbij elke klasse twee centuries vormde (een van juniores en een van seniores). Dit bracht het totaal aantal centuries op (35 × 5 × 2 =) 350. Hierbij kwamen nog eens 18 centuriae equites en 5 centuriae infra classem of proletarii, wat een totaal opleverde van (350 + 18 + 5 =) 373 centuries.
Dit had niet alleen tot gevolg dat het aantal centuries aanzienlijk toenam (van 193 tot 373), maar vooral dat de kapitaalkrachtigen hun absolute meerderheid in de comitia tributa en centuriata verloren, slechts (35 × 2 = 70 + 18 van de equites =) 88 centuries op een totaal van 373.
De samenstelling van het leger kwam overeen met deze indeling in vermogensklassen. Elke centurie in een legioen werd aangevoerd door een centurio.